# Rolf Schumacher (Ministerialdirektor)

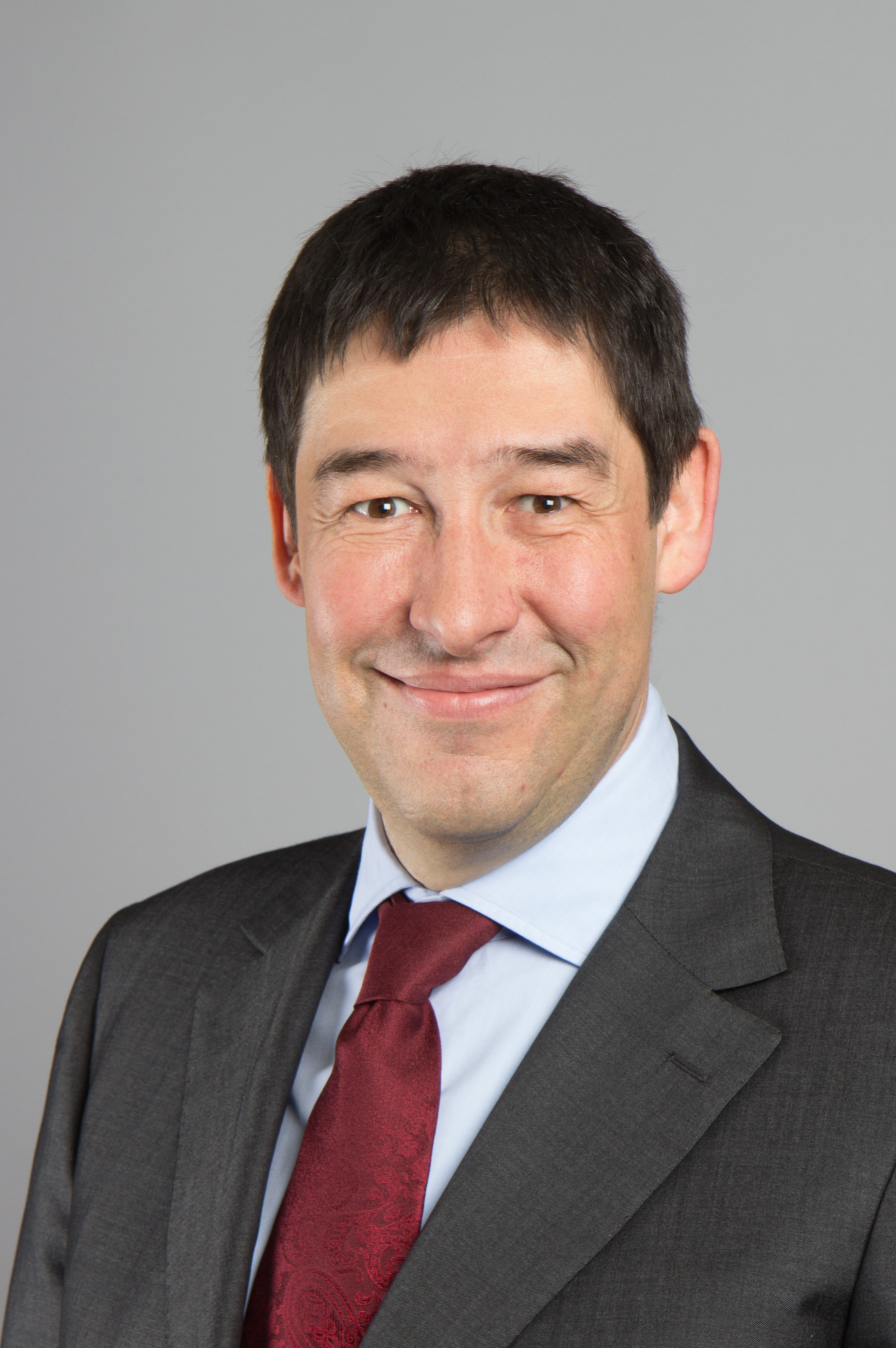
Rolf Schumacher 2013

Rolf Schumacher (* 1965 in Heidelberg) ist ein deutscher Ministerialdirektor. Er war von 2012 bis 2016 Ministerialdirektor im baden-württembergischen Finanz- und Wirtschaftsministerium. Das Amt entspricht dem eines beamteten Staatssekretärs in anderen Bundesländern.

## Leben
Der Sohn eines Unternehmers studierte Volkswirtschaft und Wirtschaftsinformatik an der Universität Mannheim und machte 1994 einen Abschluss als Diplom-Volkswirt. Von 1994 bis 2000 war Schumacher als wissenschaftlicher Mitarbeiter an der Friedrich-Schiller-Universität Jena am Lehrstuhl für Allgemeine VWL – Makroökonomik tätig.
Er war seit dem Jahr 2001 für mehr als zehn Jahre in verschiedenen Funktionen bei der Arbeitsagentur beschäftigt. Er leitete von November 2007 bis Mai 2009 die Agentur für Arbeit in Passau von Mitte 2009 bis Mai 2012 fast 3 Jahre die Arbeitsagentur in Mannheim und war von Mai bis Juni 2012 Leiter der Agentur für Arbeit in Göppingen.
Schumacher ist geschieden und hat eine Tochter.

## Politisches Wirken
Der parteilose Schumacher wurde im Juli 2012 als Nachfolger von Daniel Rousta zum Ministerialdirektor im damaligen Finanz- und Wirtschaftsministerium Baden-Württemberg unter Minister Nils Schmid ernannt. Nach der Landtagswahl 2016 wurde er Abteilungsleiter im neu gebildeten Ministerium für Soziales, Gesundheit und Integration.
Er gilt als Fachmann für Arbeitsmarktfragen. Dort setzt er sich unter anderem dafür ein, dass Akademiker nicht unterhalb ihres Ausbildungsniveaus beschäftigt werden. Er ist Mitglied im Gesundheitsforum Baden-Württemberg, setzt sich für Verwaltungseffizienz ein und fordert einen leistungsstärkeren Staat.
Schumacher war Mitglied des Aufsichtsrats des Zentrums für Europäische Wirtschaftsforschung in Mannheim sowie stellvertretender Vorsitzender des Aufsichtsrats des Technologie- und Innovationszentrums für Umwelttechnik und Ressourceneffizienz Baden-Württemberg GmbH.